# Борзые (деревня)
Борзые — деревня в Истринском районе Московской области России. Входит в состав Павло-Слободского сельского поселения. Население — 111 чел. (2010). Расположена в 25 километрах западнее Москвы. C 1 ноября 2002 года в состав деревни была включена деревня Вельяминово, примыкавшая с севера.

## История
Самое раннее сохранившееся упоминание о деревне Борзые приходится на грань XV и XVI веков. По грамоте 1504 года Борзые числятся «за Сытиными детьми». В середине XVI века Сытины сохранили свои поместья в Звенигородском уезде, но деревня Борзые уже принадлежала Ярцовым.
Во многом раннюю историю этих поселений можно только реконструировать. По писцовой книге 1658—1560 гг. Семену Степановичу Ярцову принадлежит крупная вотчина из пяти деревень. В неё вошли деревни Новинки-Борок-Вельяминово и Борзые. Складывание крупного владения Ярцовых на Истре можно связать со службой Ярца, управляющего («посельского») дворцового села Иславского. Этот Ярец вполне может считаться основателем рода дворян Ярцовых.
Обе деревни были крупными. В Вельяминове было всего 13 дворов с 36 крестьянами и бобылями (да из одного двора крестьянин бежал), в Борзых — 11 дворов.

## Население
| 2002 | 2006 | 2010 |
| ---- | ---- | ---- |
| 115  | ↘34  | ↗111 |

## Археология
Подмосковная экспедиция Института археологии РАН во время археологического исследования территории под строительство Международной школы Wunderpark обнаружила вблизи деревни Борзые некрополь фатьяновской культуры, датируемый 2600—2500 годами до нашей эры. Археологический памятник получил название «Павловская слобода». За два года раскопок в фатьяновском некрополе нашли девять погребений и в каждом находился горшок. В некоторых мужских могилах нашли сверлёные топоры. По сообщению заместителя директора ИА РАН Аси Энговатовой, учёные собираются получить ДНК фатьяновцев из микрокостей, найденных в некрополе.

## Интересные факты
В самом начале деревни расположена выставка работ скульптора Сергея Казанцева.